# Pothyne thibetana
Pothyne thibetana là một loài bọ cánh cứng trong họ Cerambycidae.